# Прапор Вознесенська
Пра́пор Вознесе́нська затверджений 1 квітня 2005 року рішенням Вознесенської міської ради.

## Опис
Прямокутне малинове полотнище зі співвідношенням сторін 2:3 із гербом у центрі; під гербом на білій стрічці напис «1795 Вознесенськ», де «1795» — рік заснування міста. Зворотна сторона прапора має дзеркальне відображення. 